# 찐민테
찐민테(베트남어: Trình Minh Thế, 1920년~ 1955년 5월 3일)은 제1차 인도차이나 전쟁 종전 및 베트남 전쟁 초기 베트남 민족주의자였으며, 군사 지도자였다.

## 생애
찐민테는 떠이닌성에서 태어나, 까오다이교 환경에서 자랐다. 그는 일본이 까오다이 민병대를 이용하기 시작했을 때, 일본 헌병대로부터 군 장교 학교에서 훈련을 받았다. 1945년경, 그는 까오다이 민병대의 장교였다.
1951년 6월, 찐민테는 까오다이교 지도부에 침입하여 약 2,000명의 병력을 모아 자신의 민병대인 리엔민을 구성하여 프랑스와 비엣민과의 전투에 전념했다. 찐민테의 아버지와 그의 형제 중 한 명이 리엔민에서 자신의 군대를 구성하고 나중에 비엣민에 의해 전투에서 사망했다.
찐민테의 군대는 1951년부터 1953년 사이공에서 일련의 테러 폭탄 테러에 연루되었으며, 당시 공산당에 대한 비난을 받았으며 1951년 사덱에서 프랑스 장군의 암살을 담당했을 수도 있다.
1954년, 미군 고문인 에드워드 랜즈데일은 찐민테와 협상하여 민병대를 이용하여 응오딘지엠과 남베트남 육군을 백업했다. 1955년 2월 13일, 찐민테의 부대는 공식적으로 남베트남 군대에 합류하여 장군으로 임명되었다. 그는 리엔민을 사이공으로의 승리 행진으로 이끌었다.
미국은 랜즈데일을 통해 찐민테와 까오다이교 집단에 계속해서 자금을 지원했다. 그러나 남베트남 정부가 쇠약해지자 많은 민병대 지도자들이 응오딘지엠에 대한 공개적인 반대를 선포하고 쿠데타를 시도했다. 이 시점에서의 찐민테의 충성심은 불분명했으며, 미국이 반대파를 배격하고 응오딘지엠을 지지할 것인지도 불분명했다. 일부는 찐민테가 응오딘지엠의 현실적인 대체품이라고 말했다. 그러나 리엔민이 다시 사이공에 들어오자, 랜즈데일의 최후통첩에 응해 응오딘지엠을 보호하는 것으로 보였다.

## 사망
1955년 5월 3일, 그의 군용 지프 근처에 서 있던 중, 찐민테는 저격수에 의해 뒤통수에 총을 맞았다. 이 살인은 해결되지 않은 것으로 일부는 (몇 년 동안 찐민테를 죽이겠다고 맹세했던) 프랑스인들을 비난했고, 다른 일부는 남베트남 정부를 비난하였다.
찐민테의 아들인 찐민선은 그의 아버지가 주둥이가 긴 권총으로 사망했다고 주장한다. 그는 또한 공식 매체에 명시된 바와 같이 총알 하나가 아닌 총알 2개에 맞았다고 주장했다. 그의 아들은 찐민테가 남베트남 정부에 의해 암살되었으며, 미래의 정적이 될 가능성을 없애기 위함이라고 주장했다.